# 지방도 제814호선
지방도 제814호선은 전라남도 강진군 성전면 월평리에서 병영면 성남리를 잇던 전라남도의 지방도이다.
1983년에도 노선명이 '성전 ~ 병영선'이었다. 
성전면에서 국도 제2호선과 중복되었으며 2007년 건설교통부의 단구간 지방도 노선 조정에 의해 폐지되고 지방도 제830호선과 통합되었다.

## 연혁
- 1983년 12월 14일 : 도로 확포장공사를 위해 강진군 성전면 성전리 ~ 작천면 현상리 4.7km 구간 도로구역 변경[1]
- 1984년 12월 10일 : 도로 확포장공사를 위해 강진군 작천면 현산리 ~ 야흥리 5.414km 구간 도로구역 변경[2]
- 1985년 12월 23일 : 기점을 '강진군 성전면 월평리', 종점을 '강진군 병영면 성남리'로 명시하고 도로개량이 완료된 강진군 성전면 오산리 ~ 병영면 성남리 11.0km 구간 도로예정지 해제[3]
- 1989년 5월 13일 : 1989년 12월까지 강진군 군동면 호계리 ~ 피산리 2.66km 구간 확포장공사 계획을 공고[4]
- 1995년 12월 8일 : 기존 지방도 노선을 폐지하고 새로 지정[5]
- 1998년 7월 20일 : 2000년 9월까지 성남2교(강진군 작천면 야흥리 ~ 병영면 삼인리) 가설공사를 위해 780m 구간 도로구역 변경[6]
- 2003년 3월 27일 : 기존 지방도 노선을 폐지하고 새로 지정[7]
- 2007년 1월 5일 : 단구간 지방도 노선 조정으로 인해 지방도 제830호선에 통합 및 폐지[8]

## 주요 경유지
- 강진군
  - 성전면 월평리 - 시천리(국도 제2호선 중복) - 오상리
  - 작천면 삼당리(지방도 제829호선 분기) - 야흥리 - 이남리
  - 병영면 성남리(지방도 제835호선 분기)